# Jokisaari (ö i Finland, Kajanaland, Kajana)
Jokisaari är en ö i Finland. Den ligger i Kiehimänjoki och i kommunen Paldamo och landskapet Kajanaland, i den centrala delen av landet, 500 km norr om huvudstaden Helsingfors. Öns area är 1,9 hektar och dess största längd är 360 meter i nord-sydlig riktning.